# Сосновка (Балезінський район)
Сосно́вка (Розвал, рос. Сосновка, Развал) — присілок в Балезінському районі Удмуртії, Росія.

## Населення
Населення — 100 осіб (2010; 119 в 2002).
Національний склад станом на 2002 рік:
- росіяни — 99 %